# Nybro pastorat
Nybro pastorat är ett pastorat i Stranda-Möre kontrakt i Växjö stift som också bildar Nybro kyrkliga samfällighet. Pastoratet omfattar  alla församlingar i Nybro kommun.
Pastoratet bildades 2010 och består av
- Nybro-S:t Sigfrids församling
- Madesjö församling
- Örsjö församling
- Oskars församling
- Hälleberga församling
- Bäckebo församling
- Kråksmåla församling
- Kristvalla församling

Pastoratskod är 061512.